# Остен-Сакен, Христиан Иванович
Христиан Иванович Остен-Сакен (нем. Johann Reinhold von der Osten-Sacken; 1755 — 20 мая 1788, недалеко от Очакова) — русский морской офицер — герой Русско-турецкой войны 1787—1791 годов. В условиях неравного абордажного боя, командир дубель-шлюпки — капитан 2 ранга Х. И. Сакен — совершил подрыв крюйт-камеры. Взрывом русского судна были уничтожены четыре сцепившиеся с ним турецкие галеры. В последующих сражениях турки уклонялись от абордажных схваток с русскими судами.
Иногда также Рейнгольд, Рейнгольдт, Христофор Иванович.

## Биография
Единственный сын небогатого российского капитана Кристофа-Адольфа фон дер Остен-Сакена (1719—1788) и Марии-Юстины, урождённой фон Липгарт.
В 1766 году поступил в Морской кадетский корпус, который окончил в 1772 году.
В том же году 8 марта капрал Рейнгольд получил звание мичмана и был переведён из Кронштадта в район Греческого архипелага на корабле «Чесма» (командир капитан 2-го ранга П. Аничков), входящем в состав эскадры контр-адмирала В. Я. Чичагова. Принял участие в Первой Архипелагской экспедиции русского флота. 28 октября 1772 г. участвовал в сражении с турками в Патрасском заливе.
В 1772—1775 годах в Средиземноморском флоте, в 1775—1786 годах в Балтийском море на фрегате «Мария». В 1777 году получил звание лейтенанта, в 1784 году — капитан-лейтенанта, в 1786 году переведён в Черноморский флот.
В 1787 году ему было присвоен чин капитана 2-го ранга. Служил капитаном галеры и грузового корабля на Днепровском лимане, советником интендантской экспедиции черноморского адмиралтейского правления и командиром отряда ластовых судов на Лимане.
В августе 1787 года был командирован князем Потёмкиным с отрядом из 600 человек в Польшу для заготовки леса и постройки судов, откуда привел к Херсону 18 вооружённых шлюпок и баркасов.
В 1788 году по расписанию контр-адмирала Мордвинова назначен командиром 40-весельной дубель-шлюпки № 2, вооруженной 7 пушками с экипажем из 52 человек, в составе эскадры гребных судов Дунайского лимана под общим командованием принца Нассау-Зигена.
20 мая 1788 году, неся дозорную службу вблизи устья Южного Буга, столкнулся с 11-ю турецкими гребными судами, высланными на разведку впереди Черноморской эскадры Абдул-Хамида I под командованием капудан-паши Эсски-Гуссейна. Он попытался прорваться через фронт турецких галер, но на перехват вышли ещё четыре вражеских судна. Чтобы избежать плена и захвата судна неприятелем, Остен-Сакен спустил десять человек экипажа дубель-шлюпки на лодку, после чего подпустил турецкие суда вплотную и взлетел на воздух вместе с четырьмя абордировавшими неприятельскими судами примерно в 40 верстах от Кинбурнской косы, при этом погибли 43 члена экипажа.
Взрыв предупредил русские войска о приходе турецкой эскадры в гавань Очакова.

## Интересные факты
Впервые в русском флоте подобный подвиг совершил в 1737 году капитан Дефремери, обрусевший француз. Свой корабль он уничтожил недалеко от этого места (у Федотовой косы) при схожих обстоятельствах — уходя от турецких галер.

## Дань памяти
Императрица Екатерина II, в награду за подвиг Остен-Сакена, пожаловала его семье имение близ Митавы.
К столетию подвига Остен-Сакена, в 1888 году, его именем был назван новый минный крейсер Черноморского флота «Капитан Сакен».